# Uktamjon Rahmonov
Uktamjon Rahmonov est un boxeur ouzbek né le 31 août 1990.

## Carrière
Sa carrière amateur est marquée par une médaille d'argent aux Jeux asiatiques de Canton en 2010 dans la catégorie poids welters.

## Palmarès

### Jeux olympiques
- Qualifié pour les Jeux de 2012 à Londres, Angleterre

### Jeux asiatiques
- Médaille d'argent en -69 kg en 2010 à Canton, Chine